# SMPTE 2110
 (juillet 2025).
SMPTE 2110 est une suite de standards qui décrivent le transport de flux audiovisuels en temps réel sur des réseaux informatiques dédiés. L'objet de cette technologie est de remplacer les interfaces de type SDI dans les infrastructures de production audiovisuelle. Cette suite de standards a été initialement publiée par la SMPTE en 2017.

## Historique
Le standard SMPTE 2022-6 (en) publié en 2007, décrit l'encapsulation du flux complet de l'interface SDI, HD-SDI ou 3G-SDI, dans des paquets RTP. En France, cette technologie a été déployée en 2016 dans les studios de production de Canal + à Boulogne.
Cependant SMPTE 2022-6 ne permet pas le routage séparé de l'audio, de la vidéo et des métadonnées, ces trois informations étant transportées dans le même flux de paquets RTP. En 2015, le Video Services Forum (en) a publié la recommandation TR-03, qui introduit le concept de transport séparé des essences (vidéo, audio et données auxiliaires). Ces trois constituants peuvent donc être routés séparément, ce qui offre une plus grande flexibilité opérationnelle dans les infrastructures de production. SMPTE 2110 reprend les principes de TR-03.

## Documents SMPTE 2110 publiés[5]
Nota bene : dans la nomenclature de la SMPTE, seuls les documents notés ST constituent des standards. Les documents notés RP sont des guides de bonnes pratiques (en: recommended practices). Les documents notés OV sont des vues d'ensemble (en: overview)
- OV 2110-0    Professional Media Over managed IP Networks : Roadmap of the 2110 document suite
- ST 2110-10   Professional Media Over managed IP Networks : System Timing and Definitions
- ST 2110-20   Professional Media Over managed IP Networks : Uncompressed Active Video
- ST 2110-21   Professional Media Over managed IP Networks : Traffic Shaping and Delivery Timing for Video
- ST 2110-22   Professional Media Over managed IP Networks : Constant Bitrate Compressed Video
- RP 2110-23  Professional Media Over managed IP Networks : Single Video Essences Over Multiple ST2110-20 Streams
- RP 2110-24  Professional Media Over managed IP Networks : Special Considerations for Standard Definition using SMPTE 2110
- RP 2110-25   Professional Media Over managed IP Networks : Measurement Practices
- ST 2110-30   Professional Media Over managed IP Networks : PCM Digital Audio
- ST 2110-31   Professional Media Over managed IP Networks : AES3 Transparent Transport
- ST 2110-40   Professional Media Over managed IP Networks : Ancillary Data
- ST 2110-43   Professional Media Over managed IP Networks : TTML for Caption and Subtitles

## SMPTE ST 2110-10 System Timing and Definitions
ST 2110-10 donne les règles générales d'horodatage et de description des flux médias ST 2110.
Dans une Interface SDI, la vidéo l'audio et les données auxiliaires sont transportées dans un seul flux numérique. L'équivalent en ST 2110 sera constitué de trois flux RTP distincts : audio, vidéo et données auxiliaires (transport séparé des essences). Pour garantir la synchronisation entre ces constituants, les paquets sont horodatés au niveau de l'en-tête RTP. L'horodatage utilise le protocole PTP V2 dans son profil SMPTE ST 2059 (en).
ST2110-10 spécifie l'utilisation du protocole SDP pour la description des flux : Chaque émetteur de flux 2110 devra mettre à disposition un objet SDP pour décrire les caractéristiques du flux.

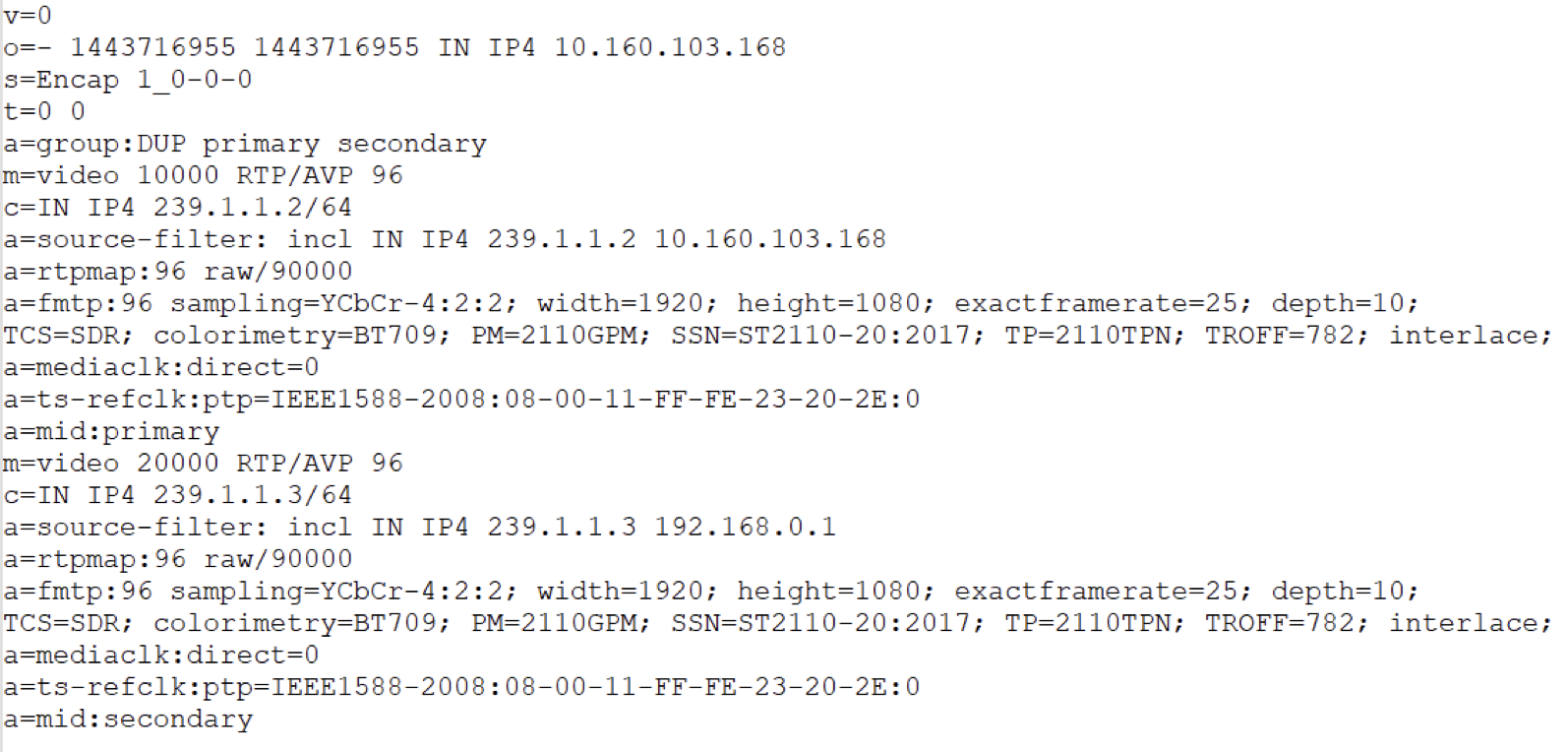
Exemple de fichier SDP

## SMPTE ST 2110-20 Uncompressed Active Video
SMPTE ST 2110-20 décrit l'encapsulation de vidéo non compressée dans des paquet RTP. L'encapsulation est basée sur  la RFC 4175. Seules les valeurs des pixels actifs de l'image sont transportées. Les échantillons relatifs aux intervalles de suppression ne sont pas transportés.
Il est possible de transporter en ST 2110-20:
| Définition d'image                      | Jusqu'à 32K x 32K                                   |
| sous-échantillonnages de la chrominance | 4:2:2, 4:2:0, 4:4:4, 4:0:0                          |
| Quantification                          | 8 bits, 10 bits, 12 bits, 16 bits, 16 bits flotants |
| Espaces colorimétriques                 | RGB, Y-Cb-Cr, XYZ, I-Ct-Cp                          |
| cadences d'image                        | de 23,98 à 120 images/seconde                       |
| Courbes de transfert                    | SDR, PQ, HLG                                        |

Pour un flux vidéo en 1080p/50 en 4:2:2 sur 10 bits, le débit obtenu est de 2,143Gbits/s, soit 30% de moins que le débit en SMPTE 2022-6.

## SMPTE ST 2110-21 Traffic Shaping and Delivery Timing
SMPTE ST 2110-21 donne les contraintes de gigue de paquets à respecter ainsi que le modèle temporel pour les flux vidéo ST 2110-20. Ces contraintes ont pour but d'éviter de surcharger les buffers des équipements réseaux et des récepteurs.
Il est défini aussi dans cette partie du standard plusieurs types de d'émetteurs de flux (en:senders) et de récepteurs (en: receivers), ainsi qu'une table de compatibilité:
- Narrow Linear sender  (NL) : source donnant un rythme de paquets régulier (implémentation hardware FGPA)
- Narrow sender (N) : source donnant un rythme de paquet réguliers mais qui s’interrompt pendant les suppressions verticales du signal vidéo. (Passerelles SDI vers ST 2110)
- Wide senders (W) : source donnant un flux de paquets à un rythme irrégulier (implémentation software).
- Narrow receivers (N) Capable décoder tous les flux de type NL et N mais incapable de décoder les flux de type W.
- Wide receivers (W) Capable de décoder les flux de type NL, N, W

## SMPTE ST 2110-22 Constant Bitrate Active Video
SMPTE ST 2110-22 standardise le transport de vidéo compressée en IP. La compression généralement utilisée est le JPEG XS (en) à très faible latence, même si d'autres codecs sont également possibles. L'utilisation de la compression JPEG XS permet de transporter de la vidéo UHD en utilisant une interface de type 10 GbE, plutôt que 25 GbE.

## SMPTE ST 2110-30 PCM Digital audio
SMPTE ST 2110-30 spécifie le transport d'audio non compressé dans une infrastructure de production IP. Ce standard est basé sur l'AES67 (en), mais en imposant un certain nombre de contraintes. SMPTE ST 2110-30 est considéré comme un sous ensemble de l'AES 67.

## Exemples d'implémentation en France et en Europe
Le premier car régie en Europe utilisant un cœur de réseau IP en SMPTE ST 2110 a été construit par la TPC, filiale de la télévision suisse SRG.
Radio France a déployé en 2019 un cœur de réseau en SMPTE 2110 pour le transport de flux médias à la Maison de la Radio,
Lors des Jeux Olympiques de Paris 2024, France Télévision (radiodiffuseur hôte de l'évènement) a mis en place Une architecture de transport des flux audiovisuels en SMPTE ST2110.

## Avantages et Inconvénients
Pour les grosses infrastructures de production, l'utilisation du SMPTE ST 2210 permet plus de flexibilité dans les flux de production
Pour les régies de production de tailles moyenne, l'utilisation de la technologie SMPTE ST 2110 revient plus cher que l'utilisation du SDI.
L'utilisation du SMPTE 2110 dans les infrastructures  de production TV amène à une consommation électrique supérieure à celle des infrastructures utilisant la technologie SDI.